# Затвор (фотоапарат)

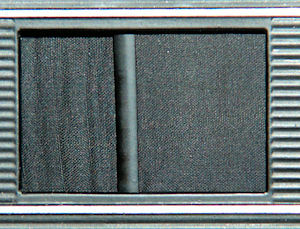
Шторковий затвор

Затво́р фотографі́чний — пристрій, який використовується для перекриття світлового потоку, що проектується об'єктивом на фотоматеріал (наприклад, фотоплівку, фотопластину) чи фотоматрицю (в цифровій фотографії). Затвор дозує кількість світла, що падає на чутливу поверхню, шляхом відкриття на певний час (час витримки), завдяки цьому регулюється експозиція.
На початках фотографії фотоматеріали мали низьку чутливість і витримка вимірювалась годинами, пізніше — хвилинами та секундами, тому не було необхідності у спеціальному механізмі затвора. Його роль виконувала кришка об'єктиву, а час, на який вона знімалась для експонування фотопластини, відлічував фотограф за звичайним годинником або в умі. З розвитком фотографії витримки скоротились до десятих, сотих і тисячних долей секунди, тому виникла необхідність у точному автоматичному механізмі.
Затвори класифікуються за розміщенням в камері (апертурні: міжлінзові, залінзові, фронтальні; фокальні) і за конструкцією (дискові; пелюсткові; шторкові; затвори-жалюзі та інші).

## Характеристики фотографічного затвора
Фотографічний затвор характеризується:
- коефіцієнтом корисної дії (ККД), який виражає відношення кількості світла, що пройшов за час роботи затвора, до кількості світла, що пройшло за той же період через «ідеальний затвор»; чим більше значення цього коефіцієнта наближається до одиниці (а при процентному вираженні — до 100 %), тим досконаліше працює затвор;
- точністю і діапазоном витримок;
- ступенем спотворення зображення;
- надійністю роботи затвора в різних умовах фотографування.

## Типи фотографічних затворів

### Дисковий секторний затвор
Дисковий секторний затвор складається з обертового на осі металевого сектору з отвором, який приводиться в дію пружиною, пов'язаною із спусковим важелем.
Затвори цього типу відрізняються найменшим числом деталей, що визначає найменшу вартість, підвищену надійність і зменшення вимог до точності виготовлення.
Проте їх суттєві недоліки — громіздкість (радіус диска не менш перекриваного отвору) і обмежений діапазон витримок призвели до обмеженого застосування, в основному в камерах початкового рівня.
Дисковий затвор має конструктивне схожість з обтюратором кінокамер.

### Затвори-жалюзі
Затвори-жалюзі застосовуються вкрай рідко, оскільки вимагають значного простору між лінзами об'єктива, проте представляють практичний інтерес, володіючи деякими перевагами.
Поле, що перекривається, складається з набору вузьких пластинок-ламелей, одночасно повертаються навколо осей. При відкритому затворі пластинки спрямовані уздовж оптичної осі. Для закриття затвора досить повернути всі пластинки на 90°. Завдяки невеликій масі кожної окремої пластинки інерційність затвора невелика і механізм, який приводить його в дію, відрізняється простотою. Радіальний затвор-жалюзі, крім основного завдання дозування експозиції, виконує роль відтінювача — компенсатора падіння освітленості від центру кадру до країв; надлишкова освітленість в центрі гаситься центральною частиною затвора.
Коефіцієнт корисної дії затворів-жалюзі близький до ККД центральних затворів.

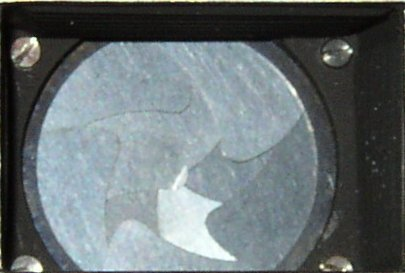
Центральний затвор-діафрагма

### Центральний затвор
Центральний затвор, як правило, встановлюється між лінзами об'єктива або безпосередньо за задньою лінзою. Він являє собою ряд тонких сегментів, що приводяться в дію системою пружин і важелів. При експонуванні сегменти відкривають отвір об'єктива симетрично щодо його центру і, отже, відразу висвітлюють поверхню світлочутливого елемента.
Затвор-діафрагма, діафрагмовий затвор — центральний затвор, максимальний ступінь розкриття пелюсток якої регулюється, за рахунок чого затвор одночасно виконує роль діафрагми.
ККД центрального затвора становить від 0,3 до 0,5, а мінімальна витримка, як правило, не коротше 1/500 с (затвор-діафрагма при малих відносних отворах може забезпечити і більш короткі витримки, наприклад 1/800 с в радянському «ФЕД-Мікрон»).
Як датчик часу в центральних затворах найчастіше використовується найпростіший годинниковий анкерний механізм, а на коротких витримках час відкриття затвора регулюється силою натягу пружин. Останні моделі центральних затворів мають електронний дозатор витримки. У цих затворах пелюстки утримуються у відкритому стані електромагнітами.
Переваги центрального затвора:
- Не спотворюють фотографічне зображення ефектами тимчасового паралакса, тому що весь кадр експонується одночасно.
- Стійко працюють на морозі, на відміну від тканинних шторних затворів (див. нижче).
- Завдяки відкриттю від центру до країв ефективний розподіл світла в світловому пучку виходить нерівномірним по радіусу, і при цьому центральна частина пучка відкрита протягом більшого часу, ніж краю. У результаті характер боке виявляється більш близький до «математично правильного» розподілу Гауса. Особливо це помітно на затворах-діафрагмах.

Недоліки центрального затвора:
- Відносна складність пристрою (крім найпростіших затворів з одною витримкою).
- Складність отримання коротких витягів. Це пов'язано з тим, що тонкі пелюстки затвора піддаються великим навантаженням (за дуже короткий час вони повинні розігнатися до швидкості кілька метрів в секунду і більше, а потім зупинитися без відскоків і деформації). На практиці затвори з витягами коротше 1/250 c ставлять тільки в дорогі камери.
- Складність застосування в однооб'єктивних дзеркальних камерах — для візування затвор доводиться тримати відкритим, а кадрове вікно на цей час закривати від світла іншим механізмом (Bessamatic, «Зеніт-4»).

Оптично найвигідніше місце для розташування центрального затвора — між лінзами об'єктива. Для використання змінних об'єктивів або доводиться застосовувати залінзовий затвор, або сильно здорожувати об'єктиви, вбудовуючи затвор у кожен з них (Hasselblad 500 C/M).
Центральний затвор під час відкривання і закривання додатково діафрагмує об'єктив, що при короткій витримці і відкритій діафрагмі може позначитися на характері зображення.

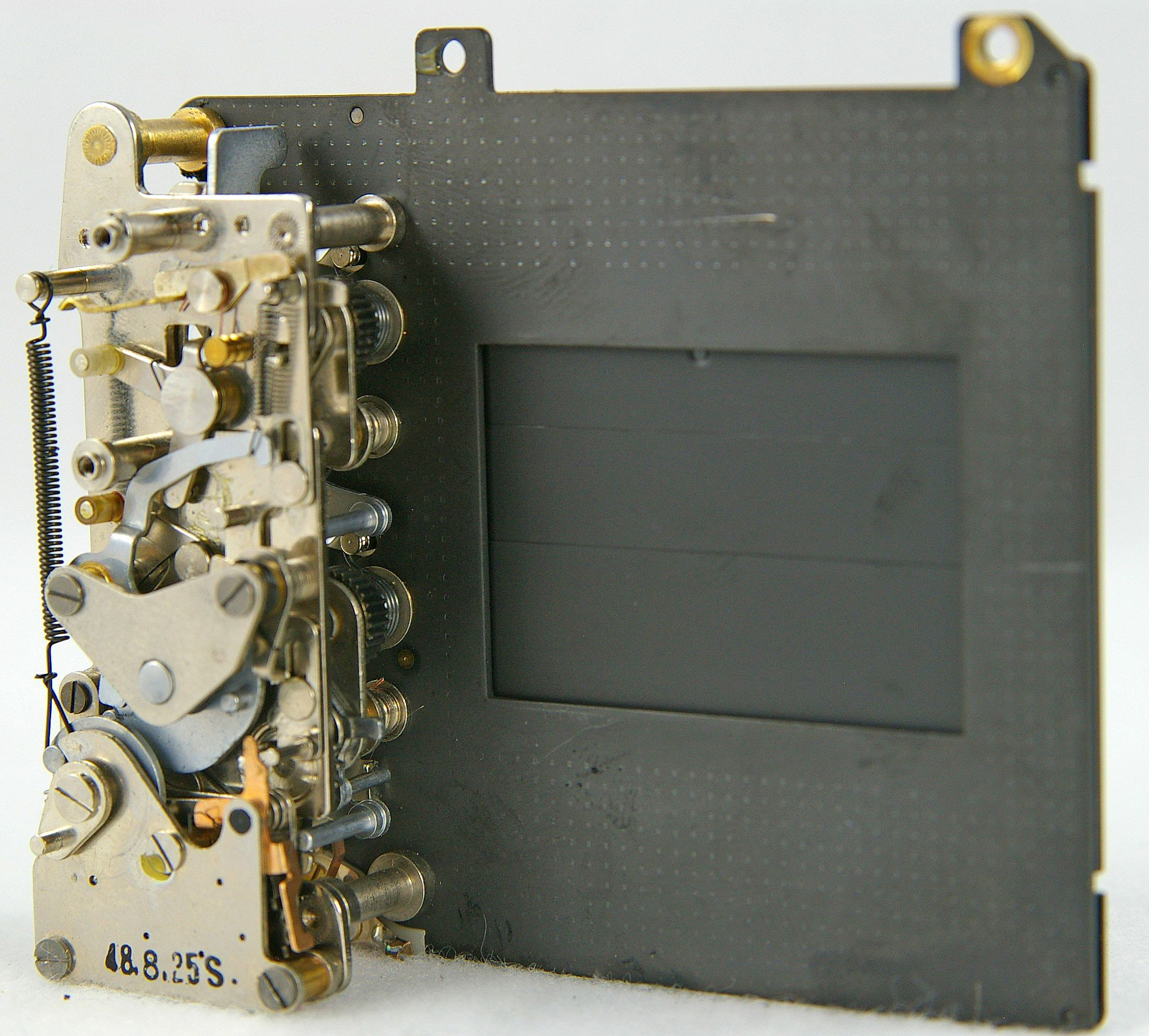
Фокальний затвор з металевими ламелями

### Фокальний затвор
Фокальний затвор, як показує назва, розташовується поблизу фокальної площини, тобто безпосередньо перед світлочутливим матеріалом. За принципом дії фокальні затвори зазвичай відносяться до шторкових (шторково-щілинним). Такий затвор являє собою пару шторок (з прогумованої тканини або тонких металевих ламелей). Затвор приводиться в дію системою пружин або електродвигуном.
Миттєвий затвор розробив і побудував вітебський фотограф С. А. Юрковський в 1882 році, опис якого опублікував у журналі «Фотограф» (№ 4 за 1883 рік) і демонстрував на Московському з'їзді фотографів. Випуск вдосконаленої конструкції, що отримав назву шторково-щілинного замка, за згодою Юрковського був налагоджений в Англії, а потім, з невеликими змінами, у Німеччині.
В зведеному стані фотоматеріал перекритий першою шторкою. При спуску затвора вона зсувається під впливом пружини, відкриваючи шлях світловому потоку. Після закінчення встановленого часу експозиції світловий потік перекривається другою шторкою. На коротких витримках другий шторка починає рух ще до того, як перша повністю відкриє кадрове вікно. Щілина, що утворюється між шторками, пробігає вздовж кадрового вікна, послідовно висвітлюючи його. Тривалість витримки визначається шириною щілини. Перед початком зйомки наступного кадру затвор зводиться заново, при цьому шторки повертаються у вихідне положення таким чином, що щілина між ними не утворюється.
Затвор може бути з вертикальним або горизонтальним ходом штор. Горизонтальний хід, як правило мають затвори з прогумованими шторками, вертикальний — з ламелями. У разі 35-мм фотокамер затвор з вертикальним ходом дозволяє при рівній лінійної швидкості руху шторок отримати в 1,5 рази коротшу витримку синхронізації (див. нижче), оскільки прохідний шторами шлях в 1,5 рази коротше (24 мм замість 36 мм у затворів з горизонтальним ходом).
ККД шторного затвора доходить до 0,95, а мінімальна витримка досягає 1/12000 с (Minolta 9 і 9xi).
При зйомці швидко рухомих об'єктів шторковий затвор спотворює їх зображення. Зображення, в залежності від напрямку руху об'єкта по відношенню до фотоапарата, трохи звужується по ширині, або верхні частини зображення трохи зміщаються по відношенню до нижніх. Такі спотворення слабо помітні і не грають ролі при звичайному фотографуванні. Але їх треба враховувати при технічній або науковій зйомці. Це явище називається часовий паралакс.
На морозі шторковий затвор з прогумованої тканини може працювати недостатньо точно і навіть повністю відмовляти, тому що шторки втрачають еластичність.
Шторковий затвор вимагає ретельного регулювання, так як рівномірність експозиції по площі кадру напряму залежить від рівномірності та узгодженості ходу шторок. Конструкція ж шторкового затвора може бути відносно простий, як, наприклад, класичний затвор О. Барнака, широко застосовувався на камерах Leica і багатьох інших в усьому світі, включаючи радянські ФЕД, «Зоркий», «Зенит» і «Ленинград».
У старих фотокамерах взвод шторного затвора здійснювався спеціальним маховичком або важелем (курком) разом з перемоткою плівки. У сучасних апаратах обидва ці процеси виконують електродвигуни. У механічних версіях затворів цього типу витримки відпрацьовуються механічно (натяг пружин і т. ін.). В електромеханічних, як правило, механічно відпрацьовується лише одна (рідше дві [3]) найкраща витримка. Весь діапазон інших витримок реалізується за рахунок притримування другої шторки електромагнітом. Іншими словами, повноцінно електромеханічний затвор може працювати лише на працездатних елементах живлення, в той час як механічний від них незалежний.

### Електронний затвор
Електронні затвори застосовуються в сучасній цифровій фототехніці, і являють собою не окремий пристрій, а принцип дозування експозиції цифровою матрицею. Витримка визначається часом між обнуленням матриці і моментом зчитування інформації з неї.
Застосування електронного затвора дозволяє досягти коротших витримок (у тому числі і витримки синхронізації зі спалахом) без використання дорожчих високошвидкісних механічних затворів.
З недоліків електронного затвора можна виділити спотворення зображення, викликане послідовним читанням з кожної комірки матриці, а також підвищеною ймовірністю виникнення блюмінга (наприклад, при попаданні в кадр сонця).
Крім того, випускаються матриці, що мають індивідуальний електронний затвор в кожному пікселі. У цьому варіанті здійснюється налагодження оптимального часу експозиції для кожного пікселя в залежності від рівня освітленості в даній ділянці кадру..
Примітка: термін Електронний затвор часто використовується замість терміна Електронно керований механічний затвор.

## Робота зі спалахом

### Особливості роботи зі спалахом
Як зазначено вище, на коротких витримках експонування фотоматеріалу відбувається не одночасно. У кожний окремий момент часу світло потрапляє лише на частину кадру, яка визначається шириною щілини. Через цю особливість роботи шторкового затвора на коротких витримках використовувати фотоспалах можна лише на такій витримці, при якій вся площа кадру відкрита світлу одночасно (тобто ширина щілини між шторками дорівнює розміру кадрового вікна). Мінімальна витримка, при якій ця умова виконується, називається витримкою синхронізації. Застосування спалаху на більш коротких витримках призведе до того, що нею буде висвітлена тільки частина кадру у вигляді світлої смуги.
На сучасних цифрових дзеркальних фотоапаратах середнього класу витримка синхронізації становить від 1/160 до 1/500 (при використанні електронно-механічного затвора). Для порівняння — на багатьох фотоапаратах з механічним затвором і тканинними шторками витримка синхронізації становила близько 1/30 с, рідше 1/60 с; більш короткі зустрічалися тільки на найдорожчих моделях. Короткі витримки синхронізації дозволяють використовувати спалах, наприклад, у сонячний день для підсвічування тіней.
Для обходу цього обмеження шторного затвора на додаток до нього може застосовуватися електронний затвор. Іншим способом є застосування високошвидкісної синхронізації спалаху (FP / HSS). При цьому спалах замість одного короткого, але яскравого імпульсу випускає імпульс з такою ж енергією, але триваліший (а значить менш яскравий, так як енергія імпульсу залишається тією ж), що дозволяє отримати рівномірно освітлений кадр навіть на дуже коротких витримках (аж до 1/4000 — 1/8000), проте освітленість, яку створює спалах, пропорційно зменшується.

### Синхронізація за першою / другою шторкою
З конструкцією шторкового затвора пов'язані терміни, що описують спеціальні режими синхронізації фотоспалаху — за першою шторкою, за другою шторкою (зараз ці терміни застосовуються незалежно від конкретного типу затвора). Час роботи електронного спалаху зазвичай значно менший, ніж час відкриття затвора (1-5 мс проти сотих часток секунди), у зв'язку з чим той момент, в який спрацює спалах, виявляє помітний вплив на отриманий результат, особливо при зйомці рухомих об'єктів. При синхронізації за першою шторкою спалах спрацьовує відразу після відкриття затвора (коли перша шторка займе кінцеве положення). Спалах дає яскраву експозицію об'єкта, що рухається від спалаху.
Проте, решта освітлення сцени може виявитися достатнім для формування зображення при заданій витримці. При цьому об'єкт, що рухається утворює слабкий змазаний слід, спрямований у бік руху об'єкта, експонований за час що минув після світлового імпульсу до закриття затвора. Об'єкт на фотографії візуально виходить рухається у зворотний бік.
При синхронізації за другою шторкою спалах спрацьовує перед закриттям затвора (незадовго перед початком руху другої шторки), тому спочатку слабо експонується рух без спалаху, і лише потім об'єкт повністю висвітлюється, що відповідає візуальному сприйняттю руху об'єкта, що залишає позаду себе слід.

## Застосування затворів у сучасних фотоапаратах
У більшості сучасних фотоапаратів використовується електронне управління затвором і високошвидкісні електроприводи, тобто фотографові не потрібно виконувати будь-яких операцій із зведенням затвора. У механічних плівкових камерах зведення затвора зазвичай об'єднано з перемоткою плівки на наступний кадр, проте в деяких старих і дешевих моделях (наприклад, у фотоапаратах «Смена») для цього використовувався окремий важіль. У зовсім простих камерах застосовувалися затвори, які не потребували попереднього взводу: стиснення приводної пружини відбувалося при натисканні на спускову кнопку («Юнкор»). Спуск (відкриття) затвора відбувається по команді фотографа при натисканні на «головну» (а в багатьох аматорських камерах і єдину) кнопку або за допомогою автоспуску або програмного механізму.
У сучасних автоматичних камерах кнопка спуску не має механічного зв'язку з затвором і ініціює низку різних автоматичних процесів, включаючи вимірювання освітленості, наведення на різкість і т. ін. У дешевих камерах виконання всіх цих дій може зайняти помітний час, у зв'язку з чим виникає т.н. «затворний лаг» — реальне відкриття затвора відбувається із затримкою, що не дозволяє успішно знімати динамічні сцени. Затворний лаг особливо характерний для споживчих цифрових камер.
У компактних цифрових камерах затвор відсутній, зображення проектується на матрицю безперервно, а статичне зображення необхідної яскравості виходить в результаті мікропроцесорної обробки. У спеціальних фотоапаратах використовуються особливі конструкції затворів, у тому числі для високошвидкісної зйомки. У кінокамерах затвор є частиною обтюраторного механізму.
У багатьох камерах передбачається режим повністю ручного керування часом відкриття затвора — так звана витримка «від руки» чи bulb. У цьому режимі затвор не тільки відкривається, але і закривається по команді фотографа (після відпускання кнопки спуску або з повторного натискання на неї). Як правило, це необхідно для забезпечення тривалих витримок (порядку секунд, хвилин, годин), камера при цьому встановлюється на штативі, щоб уникнути «розмитості».